# Václav Philomates
Václav Philomates (též Filomates; před rokem 1490? Jindřichův Hradec – 16. století?) byl český humanistický jazykovědec, kněz, hudební teoretik a spoluautor Gramatiky české v dvojí stránce.

## Život

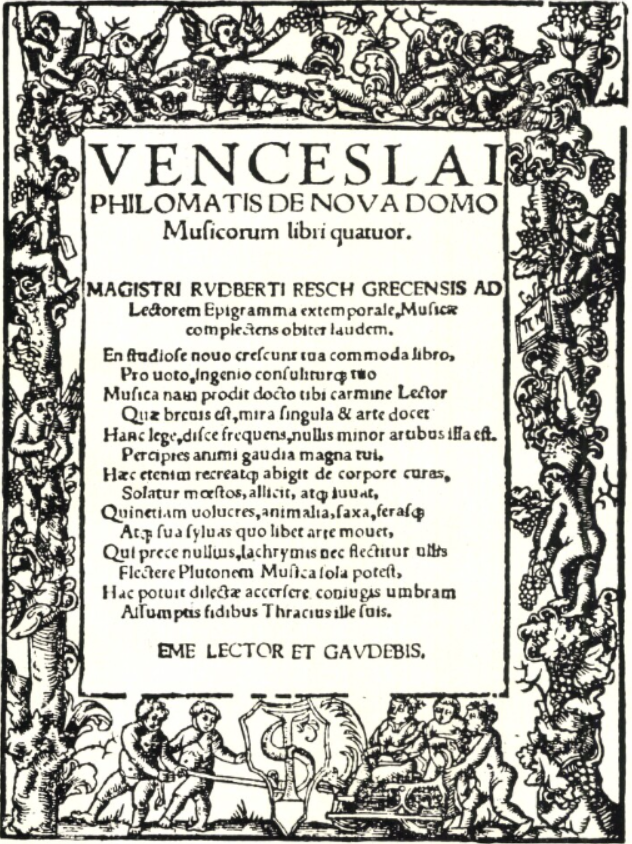
Titulní list spisu Musicorum libri quattuor z vydání z roku 1523

Narodil se patrně před rokem 1490 v Jindřichově Hradci. Základního vzdělání nabyl zřejmě u zdejšího církevního správce Jana Kaplického, poněvadž ho zmiňuje ve svém díle Musicorum libri quattuor z roku 1512 jako svého bývalého dobrodince. V roce 1511 je Philomates zaznamenán jako student na vídeňské univerzitě, kde měl příležitost navazovat styky s dalšími humanisty. Po návratu z Rakouska se stal knězem působivším na jihozápadní Moravě pod záštitou pánů z Hradce, anebo pánů z Lomnice.
Při svém pobytu ve Vídni sepsal Philomates roku 1511 hudební příručku s názvem Musicorum libri quattuor. O rok později (1512) ji ve Vídni rovněž vydal. Dílu se tenkrát dostalo velké obliby, proto později vyšlo ještě několikrát. Byla složena v hexametrech a čerpal z ní i Jan Blahoslav pro své pojednání Musica. Philomates se také podílel na vzniku význačné české mluvnice z roku 1533, Gramatice české v dvojí stránce. Zatímco Václav Beneš Optát a Petr Gzel zpracovali část jménem Ortographia, Philomates se zaměřil na oddíl Etymologia. Ten se zabývá jazykovým purismem a překladatelskými zásadami. Philomates v ní odsuzuje dvojné číslo, imperfektum, aorist či s ironií odmítá pomocné sloveso v třetí osobě préterita (např. narodil se jest, umřel jest).